# 防空法
防空法（ぼうくうほう、昭和12年4月5日法律第47号）は、戦時または事変に際し航空機の来襲（空襲）によって生じる危害防止、被害軽減に関する日本の法律である。
1937年（昭和12年）4月5日に公布され、同年10月1日より施行された。1941年（昭和16年）11月および1943年（昭和18年）10月に改正され、終戦後の1946年（昭和21年）1月31日に廃止された。

## 概要
「軍以外の者」すなわち市民がおこなう「灯火管制、消防、防毒、避難、救護、並びにこれらに関し必要な監視、通信、警報」の8項目を「民防空」と定義し、その実行に必要な「防空計画」を、地方長官（当時の府県知事および北海道庁長官。東京府については警視総監も含む）や地方長官指定の市町村長防空委員会の意見を元に勅令に従って策定し、主務大臣と地方長官が認可するとした。施行に対する細目は「防空法施行令」（昭和12年勅令第549号）で定められた。
1937年（昭和12年）当時、日本本土へ往復が可能な大型爆撃機が極東ソ連軍に配備される事を脅威とした陸軍省と内務省の調整により、内務省を主管として成立した。民防空に軍が関与する事は内務省にとって「権限の侵害」であるため、成立当時の防空法には軍の民防空への関与はほとんど示されていなかった。

### 第一次改正
1941年（昭和16年）、ソ連軍の脅威から現実的な対米戦の危機を前にして抜本的な見直しが図られ、同年11月15日に改正された（太平洋戦争開戦は同年12月8日）。改正防空法では民防空の定義に「偽装、防火、防弾、応急復旧」の4項目が追加され、また「防空計画」について、陸海軍大臣が示した「防空計画設定上の基準」を元に主務大臣が「中央防空計画」を策定し地方長官の防空計画へ準拠と指針を与える事と定められ、軍の民防空への関与が明確に示された。細目は「防空法施行令」の改正、および「防空法施行規則」の制定により定められた。
本改正規定は、1941年（昭和16年）12月20日から施行された。

#### 防空空地
法第5条ノ5第2項として「主務大臣ハ防空上空地ヲ設クル爲必要アルトキハ命令ノ定ムル所ニ依リ一定ノ地區ヲ指定シ其ノ地區内ニ於ケル建築物ノ建築ヲ禁止シ又ハ制限スルコトヲ得」が定められ、防空のための空地を指定する制度が創設された。これにより、全国で空地が指定されることになる（東京の空地については防空緑地を参照）。ここで企図された防空空地は建築物のない空地を指定し建築制限を設けたもので、都市計画の側面が強かった。

#### 退去の禁止と応急消火義務
「消防」について退去の禁止（第8条ノ3）と応急消火義務（第8条ノ5、1943年改正後は第8条ノ7）が規定された。退去の禁止を定める第8条ノ3の条文「主務大臣ハ防空上必要アルトキハ勅命ノ定ムル所ニ依リ一定ノ區域内ニ居住スル者ニ対シ期間ヲ限リ其ノ區域ヨリノ退去ヲ禁止又ハ制限スルコトヲ得」は権限付与規定であり、それ自体は直接に国民に退去禁止を命ずる規定ではない。しかし、これに基づいて1941年（昭和16年）12月7日（太平洋戦争開戦の前日）に内務大臣が発した通牒「空襲時ニ於ケル退去及事前避難ニ関スル件」は、「退去ハ一般ニ行ハシメザルコト」と定めていたので、これにより国民は全面的に退去を禁止されることとなった。

### 第二次改正
戦局の悪化にともなって日本本土が本格的な空襲にさらされる危険性が高まった1943年（昭和18年）10月31日に再改正され、民防空の定義に「分散疎開、転換、防疫、非常用物資の配給、その他勅令を以て定むる事項」の5項目が加えられた。また「防空計画」について、地方長官以外の地方官庁が計画者に、軍司令官・鎮守府司令長官・警備司令長官が「防空計画設定上の基準」の作成提示者に加わり、地方の特性に応じた防空計画を策定することを可能とした。細目は「防空法施行令」および「防空法施行規則」の改正により定められ、「勅令を以て定むる事項」として「清掃、阻塞、給水、応急運輸、応急労務の調整」が定められた。
本改正規定は、1944年（昭和19年）1月9日から施行された。

#### 疎開政策
第二次改正により、生産疎開（第5条ノ7）、建物疎開（第5条ノ5、6）、人の疎開（第5条ノ9）など、疎開に関する条文が追加された。また「退去の禁止」（第8条ノ3）は「退去の禁止または退去の命令」と改められ、同条項は人口疎開を企図する性格のものとなった。

##### 生産疎開（工場疎開）
生産施設や事業者の疎開。生産疎開については太平洋戦争末期まで捗らず、「工場緊急疎開要綱」（1945年2月閣議決定）でようやく「計画的、系統的ニ工場疎開ヲ徹底実施スル」と定められ、民間の軍需産業各社に対し疎開命令が逐次下された。

##### 建物疎開
法第5条ノ5で定められた防空空地について、既存の建築物の解体を命じ防空空地を造成できるよう改められた。つまり第一次改正の防空空地とは異なり、密集地の既存の建築物を強制的に除却し防火帯を設ける事を意図としている。実際の建物疎開は「都市疎開実施要綱」（1943年（昭和18年）12月閣議決定）にて指定された大都市区部から適用され、空襲の激化により最終的に291都市で実施された。造成された防空空地は現在も公園や道路として一部残っている（防空緑地）。

##### 人口疎開
人口疎開については「都市疎開実施要綱」（1943年（昭和18年）12月21日閣議決定）にて四都市区部（京浜、阪神、名古屋、北九州）からの転出に限られたが、疎開はマスメディアや町内会・隣組等を通じての勧奨に拠ったため、世帯の転居は捗らなかった。ただし空襲の激化により人口疎開は激増し、1944年（昭和19年）2月を基準とした東京都の人口は1944年（昭和19年）11月にはその81%、1945年（昭和20年）2月には75%、同年5月には49%、同年6月には38%まで減少した。
なお疎開を盛り込んだ第二次改正においても応急消火義務（第8条ノ7）は継承され、各種焼夷弾に関する十分な知識・装備や消火設備もないまま、都市部の市民は太平洋戦争末期の無差別空襲においても消火活動を強いられた。